# Pelarco
Pelarco – miasto w Chile, w regionie Maule, w prowincji Talca.